# 11e étape du Tour de France 2010
Pour un article plus général, voir Tour de France 2010.
La 11e étape du Tour de France 2010 s'est déroulée le jeudi 15 juillet 2010 entre Sisteron et Bourg-lès-Valence sur 184,5 km.

## Sprints intermédiaires
| Premier   | Anthony Geslin       | 6 pts. |
| Deuxième  | Stéphane Augé        | 4 pts. |
| Troisième | José Alberto Benítez | 2 pts. |

| Premier   | Stéphane Augé        | 6 pts. |
| Deuxième  | Anthony Geslin       | 4 pts. |
| Troisième | José Alberto Benítez | 2 pts. |

## Côtes
| - 1. Col de Cabre, 3e catégorie (kilomètre 98) \| Premier \| José Alberto Benítez \| 4 pts \| \| Deuxième \| Stéphane Augé \| 3 pts \| \| Troisième \| Anthony Geslin \| 2 pts \| \| Quatrième \| Jérôme Pineau \| 1 pt \| |                      |       |
| Premier | José Alberto Benítez | 4 pts |
| Deuxième | Stéphane Augé        | 3 pts |
| Troisième | Anthony Geslin       | 2 pts |
| Quatrième | Jérôme Pineau        | 1 pt  |

## Classement de l'étape
| Classement de la 11e étape | Classement de la 11e étape | Classement de la 11e étape | Classement de la 11e étape | Classement de la 11e étape |
|                            | Coureur                    | Pays                       | Équipe                     | Temps                      |
| -------------------------- | -------------------------- | -------------------------- | -------------------------- | -------------------------- |
| 1er                        | Mark Cavendish             | GBR                        | Team HTC-Columbia          | en 4 h 22 min 29 s         |
| 2e                         | Alessandro Petacchi        | ITA                        | Lampre-Farnese             | m.t.                       |
| 3e                         | Tyler Farrar               | USA                        | Garmin-Transitions         | m.t.                       |
| 4e                         | José Joaquín Rojas         | ESP                        | Caisse d'Épargne           | m.t.                       |
| 5e                         | Robbie McEwen              | AUS                        | Team Katusha               | m.t.                       |
| 6e                         | Yukiya Arashiro            | JPN                        | BBox Bouygues Telecom      | m.t.                       |
| 7e                         | Thor Hushovd               | NOR                        | Cervélo TestTeam           | m.t.                       |
| 8e                         | Lloyd Mondory              | FRA                        | AG2R La Mondiale           | m.t.                       |
| 9e                         | Jürgen Roelandts           | BEL                        | Omega Pharma-Lotto         | m.t.                       |
| 10e                        | Gerald Ciolek              | GER                        | Team Milram                | m.t.                       |
| modifier                   |                            |                            |                            |                            |

## Classement général
| Classement général à la 11e étape | Classement général à la 11e étape | Classement général à la 11e étape | Classement général à la 11e étape | Classement général à la 11e étape |
|                                   | Coureur                           | Pays                              | Équipe                            | Temps                             |
| --------------------------------- | --------------------------------- | --------------------------------- | --------------------------------- | --------------------------------- |
| 1er                               | Andy Schleck                      | LUX                               | Team Saxo Bank                    | en 53 h 43 min 25 s               |
| 2e                                | Alberto Contador                  | ESP                               | Astana                            | + 41 s                            |
| 3e                                | Samuel Sánchez                    | ESP                               | Euskaltel-Euskadi                 | + 2 min 45 s                      |
| 4e                                | Denis Menchov                     | RUS                               | Rabobank                          | + 2 min 58 s                      |
| 5e                                | Jurgen Van den Broeck             | BEL                               | Omega Pharma-Lotto                | + 3 min 31 s                      |
| 6e                                | Levi Leipheimer                   | USA                               | Team RadioShack                   | + 3 min 59 s                      |
| 7e                                | Robert Gesink                     | NED                               | Rabobank                          | + 4 min 22 s                      |
| 8e                                | Luis León Sánchez                 | ESP                               | Caisse d'Épargne                  | + 4 min 41 s                      |
| 9e                                | Joaquim Rodríguez                 | ESP                               | Team Katusha                      | + 5 min 8 s                       |
| 10e                               | Ivan Basso                        | ITA                               | Liquigas-Doimo                    | + 5 min 9 s                       |
| modifier                          |                                   |                                   |                                   |                                   |

## Classements annexes

### Classement par points
| Classement par points | Classement par points | Classement par points | Classement par points | Classement par points |
| --------------------- | --------------------- | --------------------- | --------------------- | --------------------- |
|                       | Coureur               | Pays                  | Équipe                | Point(s)              |
| 1er                   | Alessandro Petacchi   | ITA                   | Lampre-Farnese        | 161 points            |
| 2e                    | Thor Hushovd          | NOR                   | Cervélo TestTeam      | 157 pts               |
| 3e                    | Robbie McEwen         | AUS                   | Team Katusha          | 138 pts               |
| modifier              |                       |                       |                       |                       |

### Classement du meilleur grimpeur
| Classement du meilleur grimpeur | Classement du meilleur grimpeur | Classement du meilleur grimpeur | Classement du meilleur grimpeur | Classement du meilleur grimpeur |
| ------------------------------- | ------------------------------- | ------------------------------- | ------------------------------- | ------------------------------- |
|                                 | Coureur                         | Pays                            | Équipe                          | Point(s)                        |
| 1er                             | Jérôme Pineau                   | FRA                             | Quick Step                      | 92 points                       |
| 2e                              | Anthony Charteau                | FRA                             | BBox Bouygues Telecom           | 90 pts                          |
| 3e                              | Christophe Moreau               | FRA                             | Caisse d'Épargne                | 62 pts                          |
| modifier                        |                                 |                                 |                                 |                                 |

### Classement du meilleur jeune
| Classement général du meilleur jeune | Classement général du meilleur jeune | Classement général du meilleur jeune | Classement général du meilleur jeune | Classement général du meilleur jeune |
|                                      | Coureur                              | Pays                                 | Équipe                               | Temps                                |
| ------------------------------------ | ------------------------------------ | ------------------------------------ | ------------------------------------ | ------------------------------------ |
| 1er                                  | Andy Schleck                         | LUX                                  | Team Saxo Bank                       | en 53 h 43 min 25 s                  |
| 2e                                   | Robert Gesink                        | NED                                  | Rabobank                             | + 4 min 22 s                         |
| 3e                                   | Roman Kreuziger                      | CZE                                  | Liquigas-Doimo                       | + 5 min 11 s                         |
| modifier                             |                                      |                                      |                                      |                                      |

### Classement par équipes
| Classement par équipes | Classement par équipes | Classement par équipes | Classement par équipes |
|                        | Équipe                 | Pays                   | Temps                  |
| ---------------------- | ---------------------- | ---------------------- | ---------------------- |
| 1re                    | Caisse d'Épargne       | Espagne                | en 161 h 14 min 29 s   |
| 2e                     | Team RadioShack        | États-Unis             | + 31 s                 |
| 3e                     | Astana                 | Kazakhstan             | + 14 min 54 s          |
| modifier               |                        |                        |                        |

## Abandons
- Mark Renshaw (Team HTC-Columbia) : exclu[1]
- Charles Wegelius (Omega Pharma-Lotto) : non-partant
- Robert Hunter (Garmin-Transitions) : non-partant